# Sam Lafferty
Sam Lafferty (né le 6 mars 1995 à Hollidaysburg dans l'État de la Pennsylvanie aux États-Unis) est un joueur professionnel américain de hockey sur glace. Il évolue au poste d'ailier droit.

## Biographie

### Carrière en club
Il met un terme à sa carrière universitaire, le 7 mars 2018, en obtenant un essai professionnel avec les Penguins de Wilkes-Barre/Scranton pour le reste de la saison 2017-2018. Le même jour, il signe un contrat d'entrée de 2 ans avec les Penguins de Pittsburgh qui entre en vigueur à partir de 2018-2019. Après son arrivée avec Wilkes-Barre/Scranton, il inscrit son premier but chez les professionnels, le 3 avril 2018, contre les Bears de Hershey.
Après avoir pris part au camp d'entraînement 2018 des Penguins, il est rétrogradé à leur club-école dans la LAH. À sa première saison complète chez les professionnels, il récolte 49 points en 70 matchs. La saison suivante, il fait ses débuts dans la LNH, le 8 octobre 2019, face aux Jets de Winnipeg. 4 jours plus tard, le 12 octobre, il marque son premier but et sa première aide dans la LNH dans une victoire de 7-4 aux dépens du Wild du Minnesota.
Le 5 janvier 2022, il est échangé aux Blackhawks de Chicago en retour de Alexander Nylander.
Le 8 octobre 2023, les Canucks de Vancouver font son acquisition des Maple Leafs de Toronto en retour d'un choix de cinquième ronde en 2024.
Le 26 juin 2024, il est échangé avec Ilia Mikheïev, un choix de deuxième tour au repêchage d'entrée dans la LNH 2027 aux Blackhawks de Chicago en retour d'un choix de quatrième tour repêchage 2027.

## Statistiques
| Saison     | Équipe                            | Ligue      |     | Saison régulière | Saison régulière | Saison régulière | Saison régulière | Saison régulière |   | Séries éliminatoires | Séries éliminatoires | Séries éliminatoires | Séries éliminatoires | Séries éliminatoires |
| Saison     | Équipe                            | Ligue      | PJ  | B                | A                | Pts              | Pun              | PJ               | B | A                    | Pts                  | Pun                  |                      |                      |
| 2009-2010  | Hollidaysburg Area High           | USHS       | 19  | 19               | 26               | 45               | 14               | -                | - | -                    | -                    | -                    |                      |                      |
| 2010-2011  | Hollidaysburg Area High           | USHS       | 18  | 34               | 35               | 69               | 26               | -                | - | -                    | -                    | -                    |                      |                      |
| 2011-2012  | Deerfield Academy                 | USHS       | 25  | 8                | 8                | 16               | 4                | -                | - | -                    | -                    | -                    |                      |                      |
| 2012-2013  | Deerfield Academy                 | USHS       | 24  | 9                | 15               | 24               | 6                | -                | - | -                    | -                    | -                    |                      |                      |
| 2013-2014  | Deerfield Academy                 | USHS       | 25  | 21               | 34               | 55               | 14               | -                | - | -                    | -                    | -                    |                      |                      |
| 2014-2015  | Bears de Brown                    | ECAC       | 31  | 4                | 8                | 12               | 16               | -                | - | -                    | -                    | -                    |                      |                      |
| 2015-2016  | Bears de Brown                    | ECAC       | 31  | 4                | 6                | 10               | 4                | -                | - | -                    | -                    | -                    |                      |                      |
| 2016-2017  | Bears de Brown                    | ECAC       | 31  | 13               | 22               | 35               | 32               | -                | - | -                    | -                    | -                    |                      |                      |
| 2017-2018  | Bears de Brown                    | ECAC       | 31  | 8                | 14               | 22               | 34               | -                | - | -                    | -                    | -                    |                      |                      |
| 2017-2018  | Penguins de Wilkes-Barre/Scranton | LAH        | 9   | 1                | 2                | 3                | 4                | -                | - | -                    | -                    | -                    |                      |                      |
| 2018-2019  | Penguins de Wilkes-Barre/Scranton | LAH        | 70  | 13               | 36               | 49               | 94               | -                | - | -                    | -                    | -                    |                      |                      |
| 2019-2020  | Penguins de Wilkes-Barre/Scranton | LAH        | 6   | 3                | 0                | 3                | 10               | -                | - | -                    | -                    | -                    |                      |                      |
| 2019-2020  | Penguins de Pittsburgh            | LNH        | 50  | 6                | 7                | 13               | 23               | 1                | 0 | 0                    | 0                    | 0                    |                      |                      |
| 2020-2021  | Penguins de Pittsburgh            | LNH        | 34  | 0                | 6                | 6                | 25               | -                | - | -                    | -                    | -                    |                      |                      |
| 2021-2022  | Penguins de Pittsburgh            | LNH        | 10  | 0                | 2                | 2                | 12               | -                | - | -                    | -                    | -                    |                      |                      |
| 2021-2022  | Blackhawks de Chicago             | LNH        | 46  | 5                | 6                | 11               | 21               | -                | - | -                    | -                    | -                    |                      |                      |
| 2022-2023  | Blackhawks de Chicago             | LNH        | 51  | 10               | 11               | 21               | 28               | -                | - | -                    | -                    | -                    |                      |                      |
| 2022-2023  | Maple Leafs de Toronto            | LNH        | 19  | 2                | 4                | 6                | 9                | 9                | 1 | 2                    | 3                    | 2                    |                      |                      |
| 2023-2024  | Canucks de Vancouver              | LNH        | 79  | 13               | 11               | 24               | 32               | 11               | 0 | 0                    | 0                    | 2                    |                      |                      |
| Totaux LNH | Totaux LNH                        | Totaux LNH | 289 | 36               | 47               | 83               | 150              | 21               | 1 | 2                    | 3                    | 4                    |                      |                      |

### En équipe nationale
| Année | Compétition          |    | PJ | B | A | Pts | Pun      |  | Résultat |
| 2022  | Championnat du monde | 10 | 1  | 2 | 3 | 6   | 4e place |  |          |